# 컵받침

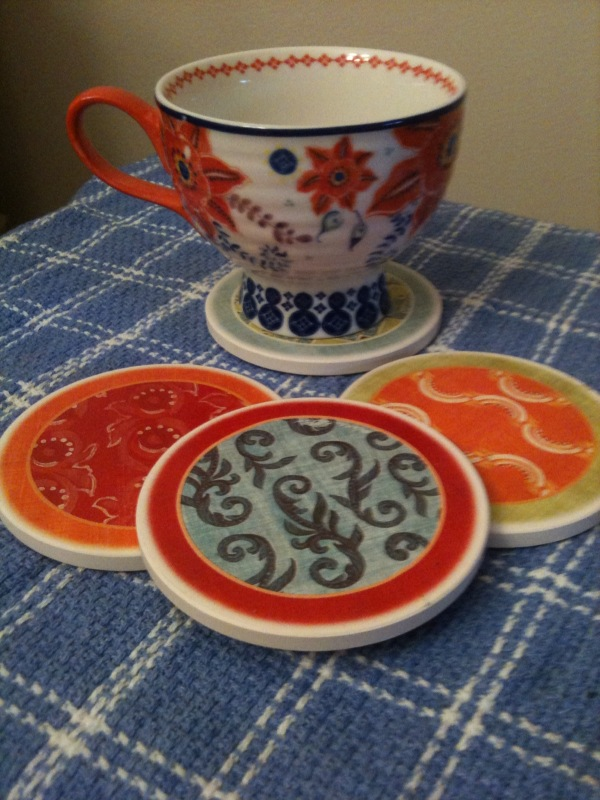
컵받침

컵받침 또는 코스터(영어: coaster)는 음료가 담긴 컵 아래 놓는 받침이다. 컵받침은 테이블 표면이나 사용자가 컵을 놓을 수 있는 기타 표면을 차가운 음료로 인해 발생하는 응결로부터 보호한다. 음료 위에 얹은 코스터를 사용하여 음료가 아직 완성되지 않았음을 보여주거나 오염(보통 곤충으로 인한)을 방지할 수도 있다. 컵받침은 뜨거운 음료가 테이블 표면을 태우는 것을 막을 수도 있다.
펍이나 바에서는 테이블과 바 표면을 보호하기 위해 코스터를 사용한다. 코스터는 일반적으로 종이로 만들어지며 때로는 글을 쓰는 데 사용된다. 컵받침에는 종종 상표나 주류 광고가 표시되어 있다. 컵받침은 조리대나 바닥을 보호하고 쏟아진 음료가 퍼지는 것을 제한하는 데 사용되는 더 큰 고무 또는 흡수성 재료인 바 매트(bar mat)와는 구분한다.

## 사진 갤러리

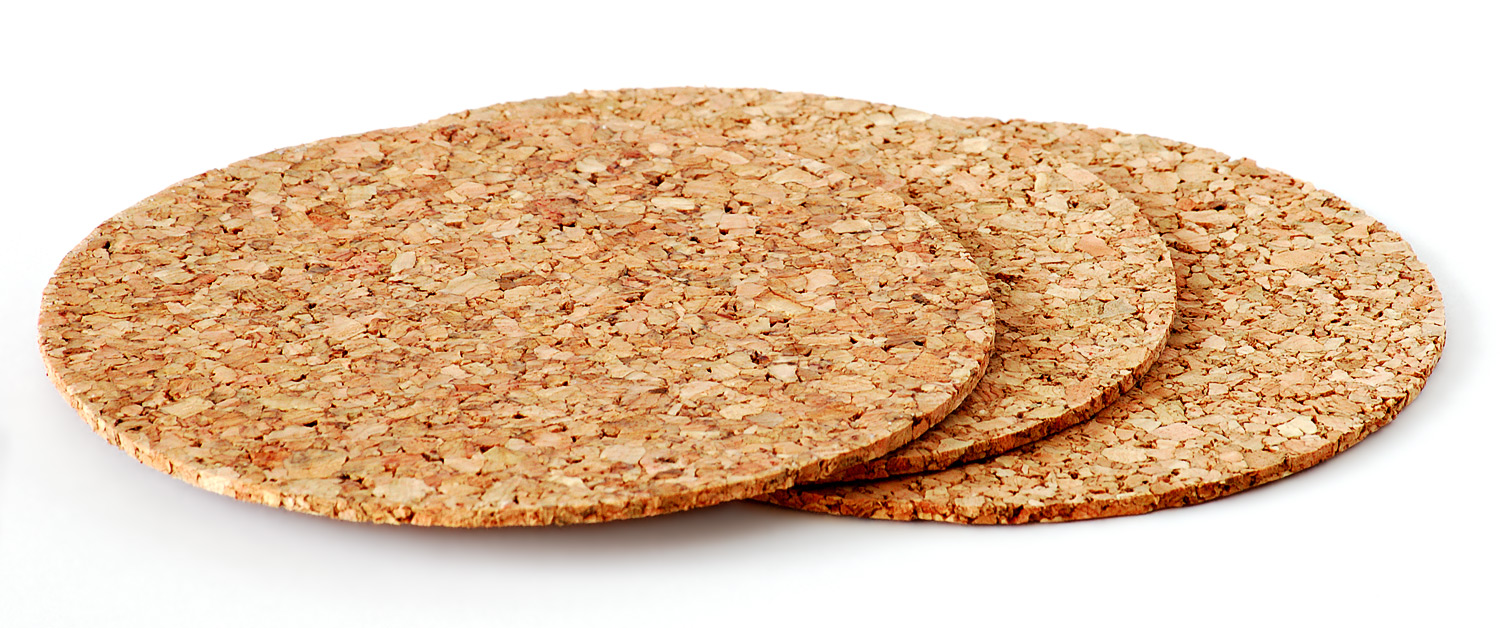
코르크 컵받침
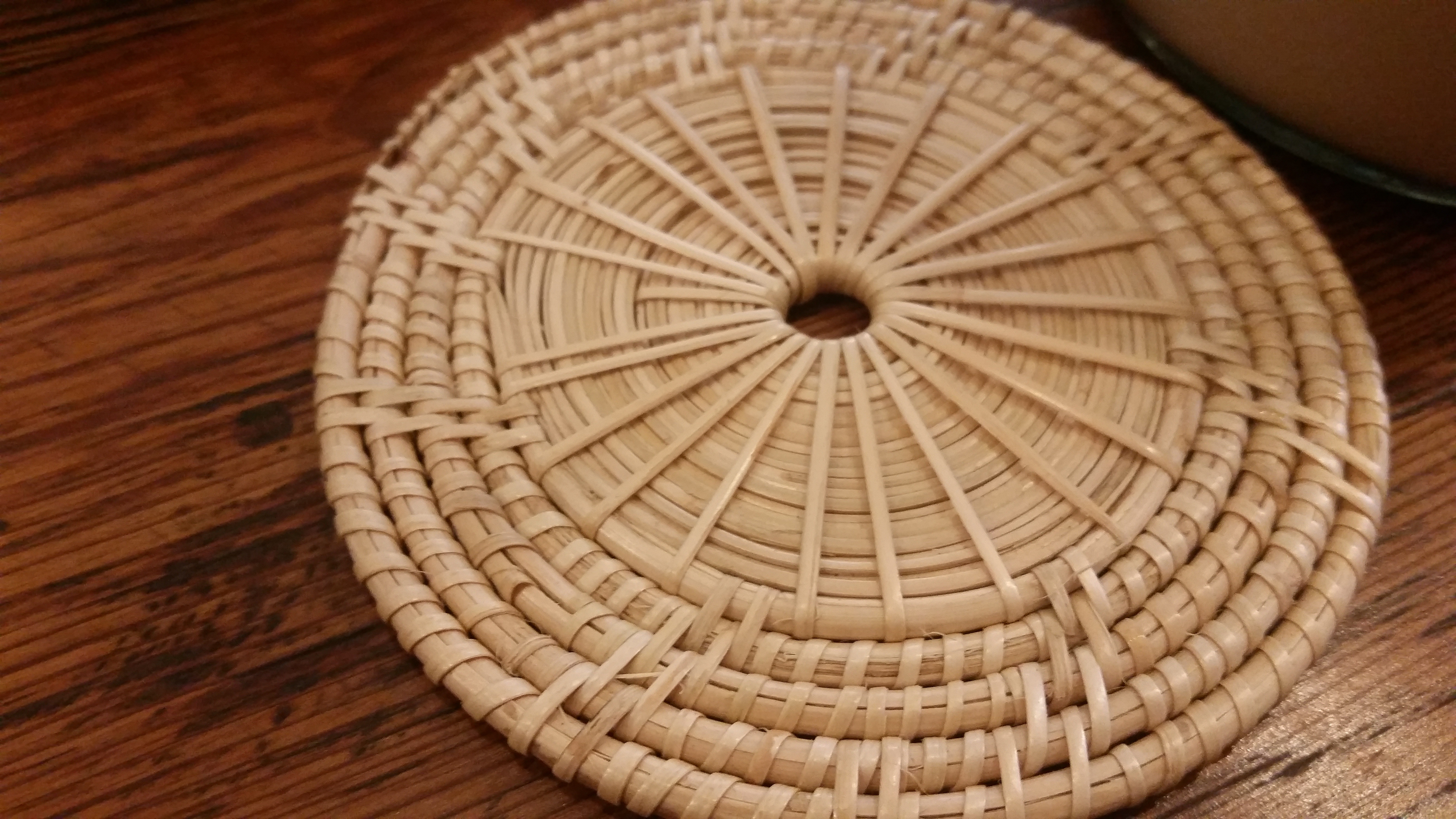
대나무 컵받침

## 같이 보기
- 잔받침